# Cesare Nebbia
Cesare Nebbia (Orvieto, 1536 - 1614) fue un pintor manierista italiano activo principalmente en el centro de Italia que participó en las decoraciones al fresco de algunas importantes obras papales, como el techo de la Galería de los Mapas de la Biblioteca Vaticana, la Scala Santa o la capilla Sixtina de la basílica de Santa María la Mayor.

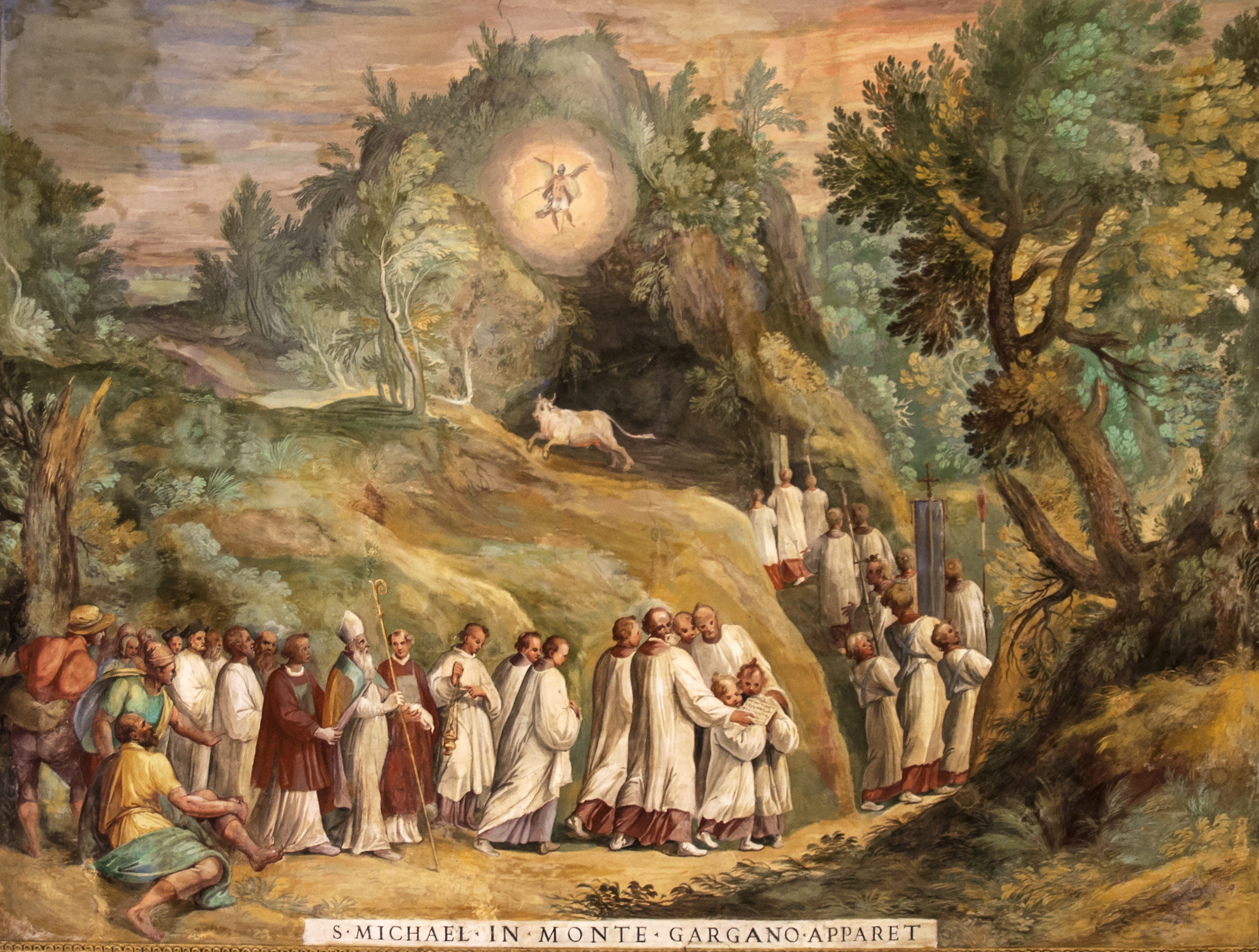
Arco del Ángel Miguel que se aparece en el Monte Gargano, en una pintura de Nebbia en el techo de la Galería de los Mapas del Vaticano.

## Biografía

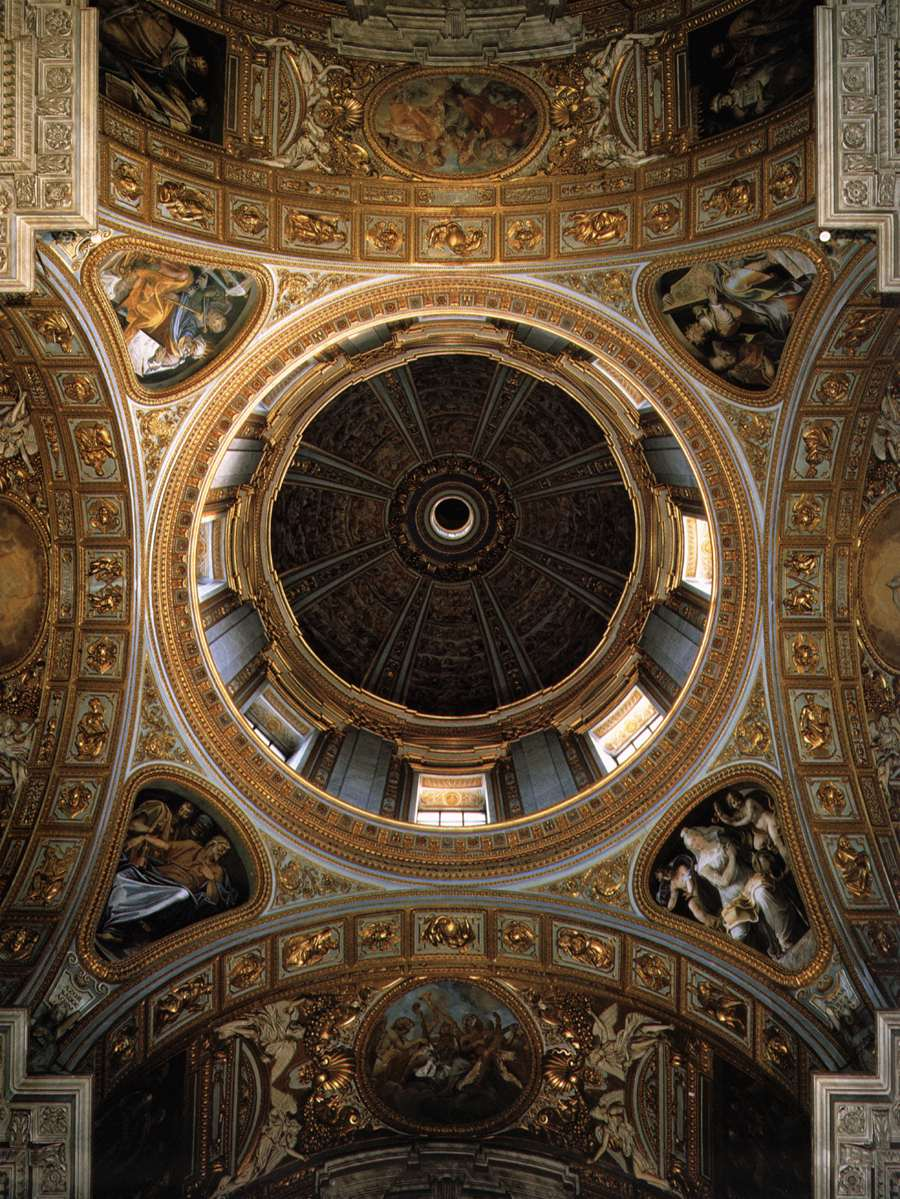
Las decoraciones de la cúpula de la capilla Sixtina en la basílica de Santa María la Mayor.

Cesare Nebbia nació en Orvieto, donde fue alumno de Girolamo Muziano y siendo aún aprendiz, le ayudó a completar las decoraciones que se agregaron a la catedral de Orvieto en la década de 1560. Casi todas las demás obras que realizó en Orvieto aún se conservan en el Museo dell'Opera del Duomo.
Posteriormente, Nebbia y Muziano participaron activamente en muchos de los principales proyectos de finales del siglo XVI en Roma. Junto con otro de los asistentes de Muziano, Giovanni Guerra, decoró la Cappella gregoriana en la basílica de San Pedro durante el pontificado de Gregorio XIII (1572-1585). Otros pintores manieristas involucrados en la empresa fueron Taddeo y Federico Zuccari, Niccolò Circignani y Hendrick van den Broeck (llamado Arrigo Fiammingo).
También a Cesare Nebbia se le han atribuido las decoraciones de los frescos del Palazzo Simonelli en Torre San Severo (cerca de Orvieto). En 1576 pintó una Resurrezione di Lazzaro para la iglesia de Santa Maria dei Servi en Città della Pieve.
Durante el pontificado de Sixto V (1585-1590), Nebbia y Guerra trabajaron juntos supervisando las dos principales decoraciones al fresco encargadas por el papado: la construcción y decoración de la Cappella Sistina en la basílica de Santa María la Mayor y las obras de restauración de la Scala Santa y de la Cappella di San Lorenzo en una posición adyacente al palacio de Letrán y a la iglesia de San Giovanni in Laterano.
La cappella Sistina de Santa María la Mayor, destinada a convertirse en una capilla funeraria para el papa Sixto V, se construyó sobre lo que supuestamente eran las reliquias del pesebre, y no debe confundirse con la mucho más famosa capilla Sixtina del palacio Apostólico en el Vaticano. Refiriéndose a este proyecto, que comenzó en 1586, Baglione identifica siguiendo la tradición un elenco de diez pintores activos en la decoración de los frescos: Cesare Nebbia, Hendrick van den Broek, Angelo da Orvieto, Ercolino da Bologna, Salvatore Fontana, Lattanzio Mainardi, Ferdinando Sermei, Giacomo Stella, Giovanni Battista Pozzo y Paris Nogari. A estos se agregó el nombre de Girolamo Nanni. La decoración de la iglesia y la de la capilla que contiene las reliquias de la Natividad (el pesebre de la escena de la Natividad original) muestran escenas de la vida de la Virgen.
El proyecto para la Scala Santa incluía un conjunto variado de estructuras, y consistía en cinco escalinatas paralelas que conducían a un corredor común en el que se abrían las capillas; La capilla central era la capilla papal privada de San Lorenzo o Sancta Sanctorum del gótico Palazzo Laterano, y en su interior se guardaban muchas reliquias, incluido el icono del Santissimo Salvatore Acheiropoieton (esto es, no pintado por manos humanas). Se decía que los escalones eran los del palacio de Pilato en Jerusalén. Para los frescos de la Scala Santa también se empleó un segundo grupo de artistas, incluidos el propio Giovanni Baglione, Stella, Pozzo, Nogari, así como Prospero Orsi, Ferraù Fenzoni, Paul Bril, Paolo Guidotti, Giovanni Battista Ricci, Cesaro Torelli, Antonio Vivarini, Andrea Lilio, Cesare y Vicenzo Conti, Baldassare Croce, Ventura Salimbeni y Antonio Scalvati. Para estos frescos se conservan muchos bocetos preparatorios de Nebbia.
Cesare Nebbia también contribuyó a las pinturas en las galerías de la Biblioteca Vaticana, incluido el techo de la Galería de los Mapas. Bajo Clemente VIII diseñó los mosaicos suspendidos que representan a los evangelistas Mateo y Marcos para la basílica de San Pedro. También pintó una Crucifixión para la capilla Borghese en Trinità dei Monti, una Resurrección para la iglesia de Santiago de los Españoles y una Coronación de la Virgen para Santa Maria dei Monti.
Asistiendo a Bertoja, Federico Zuccari y otros participaron en la realización de los frescos en las paredes del Oratorio del Gonfalone a Roma. También contribuyó a la decoración del Oratorio del Santissimo Crocifisso.
En los años 1603-1604 se trasladó a Milán, donde trabajó para Federigo Borromeo realizando una serie de frescos que tenían como tema la vida de san Carlos Borromeo destinados a varios lugares, incluido el Almo Collegio Borromeo en Pavía, la Colegiata de Arona y el Palazzo Borromeo en la Isola Bella (lago Maggiore).
Fue principe de la Accademia di San Luca en 1597.

## Obras  (selección)

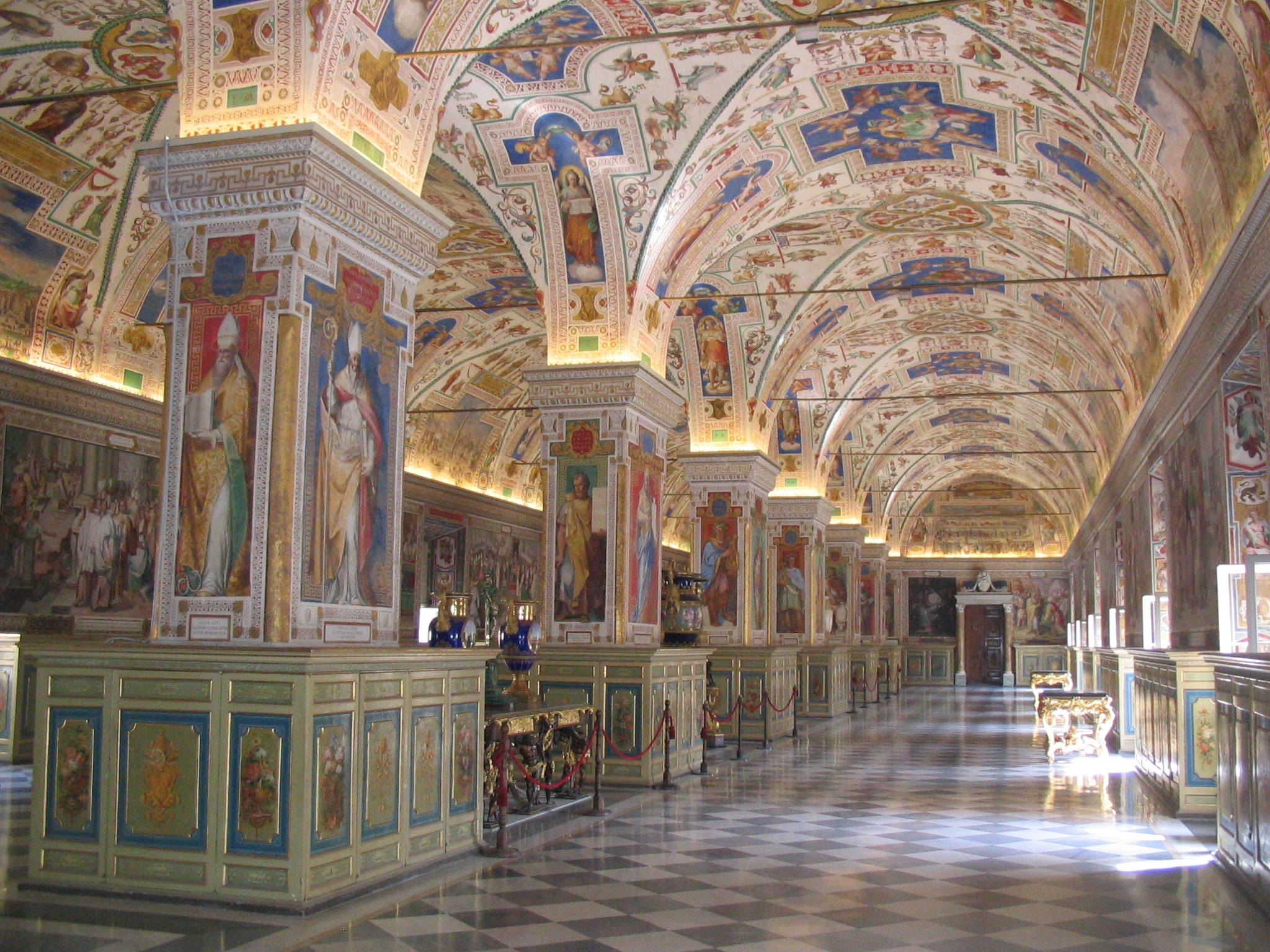
Biblioteca apostólica del Vaticano, vista del Salón Sixtino

- 1569: Bodas de Canaa, Orvieto, Museo de la Catedral;
- 1571: Escenas bíblicas con Noé y Moisés, pintura mural en la Villa de Este, Tivoli;
- 1574: Crucifixión, Museo de la Catedral de Orvieto;
- 1575: Coronación de espinas,  Museo de la Catedral de Orvieto;
- 1576: Levantamiento de Lázaro, Pieve, iglesia de Santa Maria dei Servi;
- 1579: Jesús en el jardín (Noli me tangere), capilla de la Magdalena, iglesia de Santa Maria degli Angeli, Roma;
- 1589: Martirio de San Lorenzo, 1589, iglesia de Santa Susana (Roma) de Roma;
- 1582. Frescos en la capilla de Sforza, Roma, iglesia de Santa Maria Maggiore;
- 1600: Sueño de Constantino,  iglesia de San Giovanni in Laterano de Roma;
- ?: Salón Sixtino, frescos en la biblioteca del Vaticano, Palacio Vaticano (con Giovanni Guerra);
- 1585-1614: Historias de la Virgen, ángeles tocando música y la infancia de Jesús en Santa Maria sobre Minerva en Roma;
- 1603-1604: De la vida de Carlos Borromeo, Pavía, Collegio Borromeo (con Federico Zuccaro).

A Cesare Nebbia también se le acreditan doscientos cincuenta dibujos, de los cuales alrededor de cien pueden documentarse como de su mano. En España se conservan tres de ellos —uno atribuido— en el Gabinete de Dibujos, Estampas y Fotografías del Museo del Prado, y otro en la Biblioteca Nacional de España.

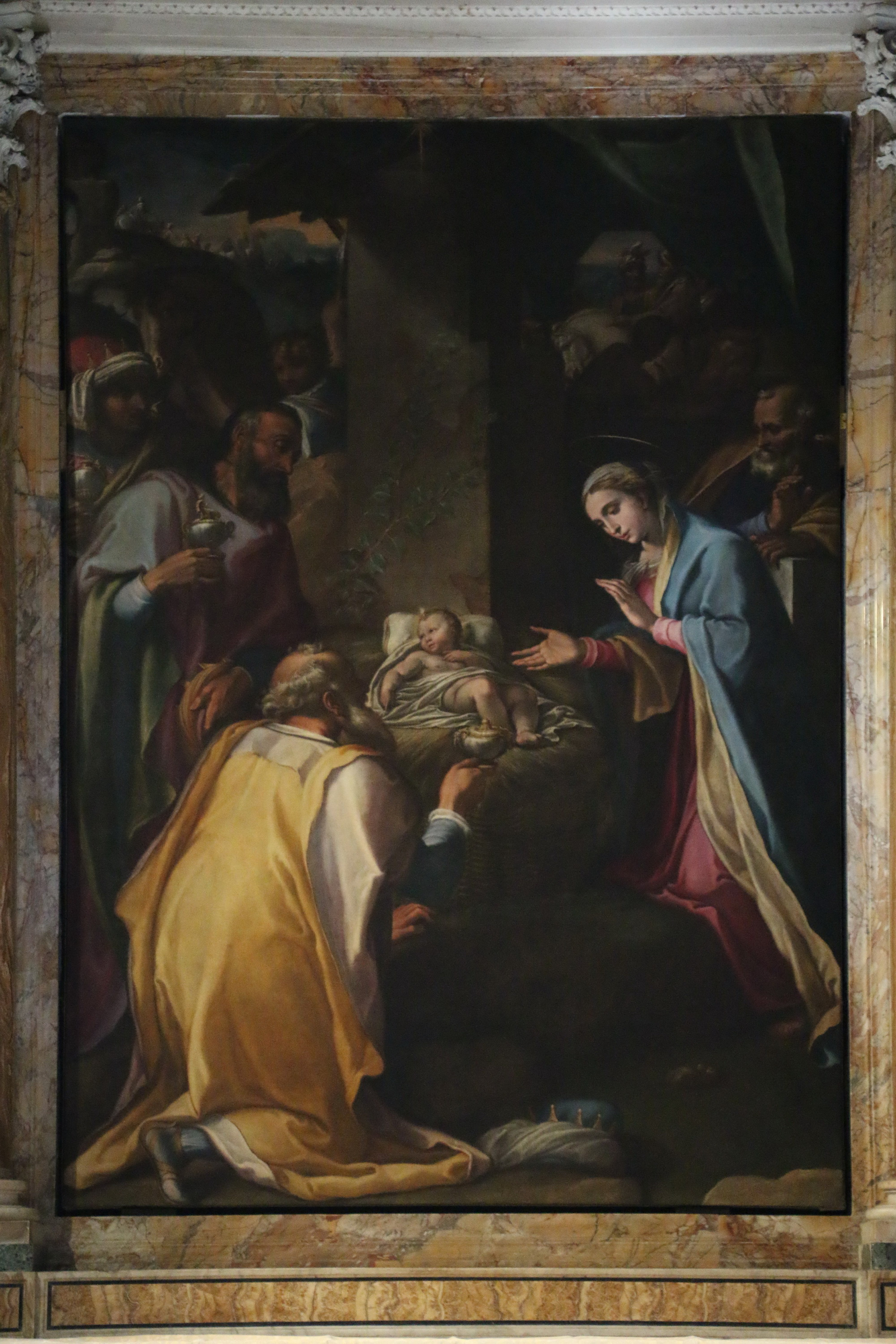
Capilla de la Adoración de los Magos, en la iglesia de Santa Maria in Vallicella, Roma
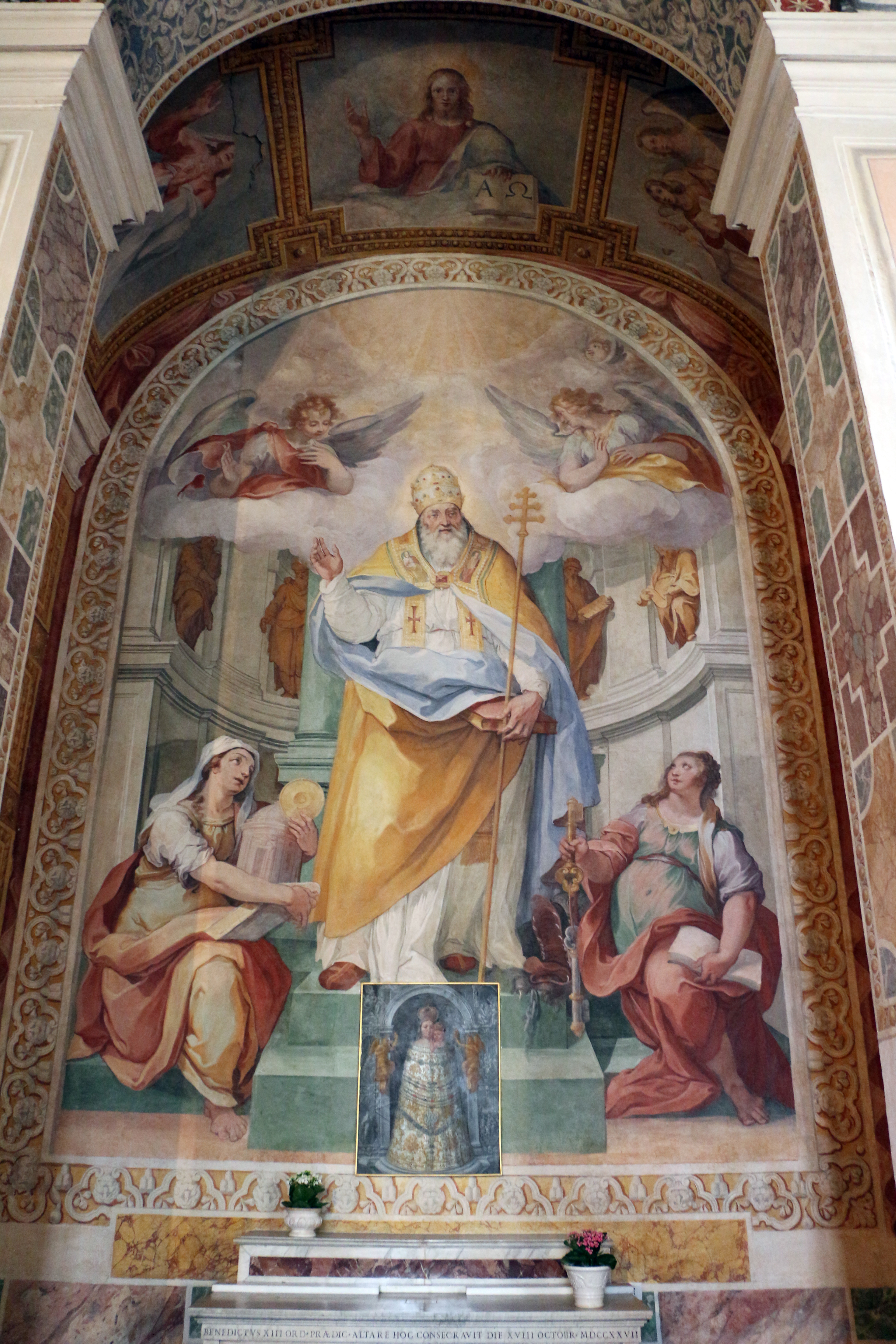
San Silvestre entre dos figuras alegoricas  en la Scala Santa (con G. Guerra)
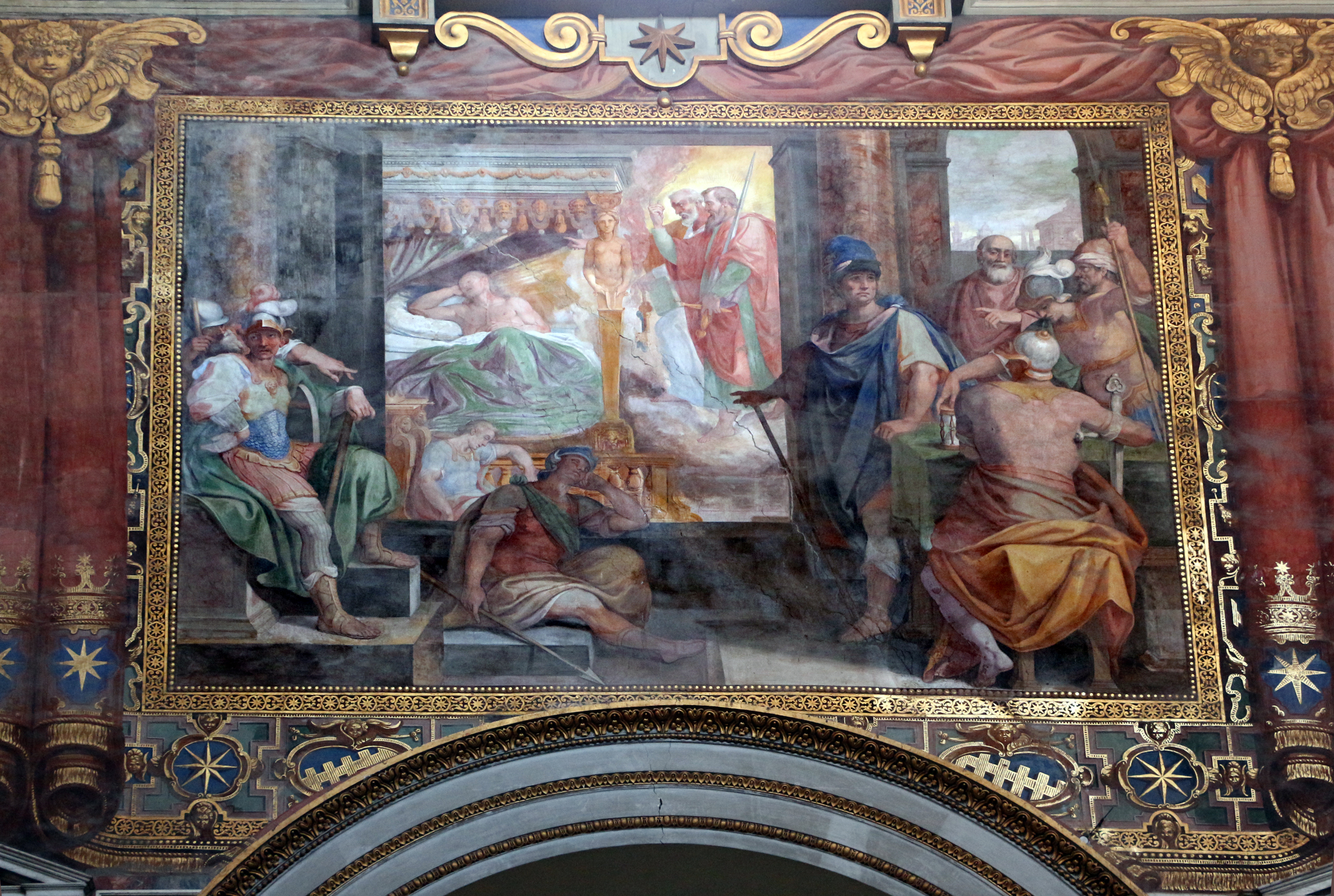
El sueño de Constantino, San Giovanni in Laterano (Roma)
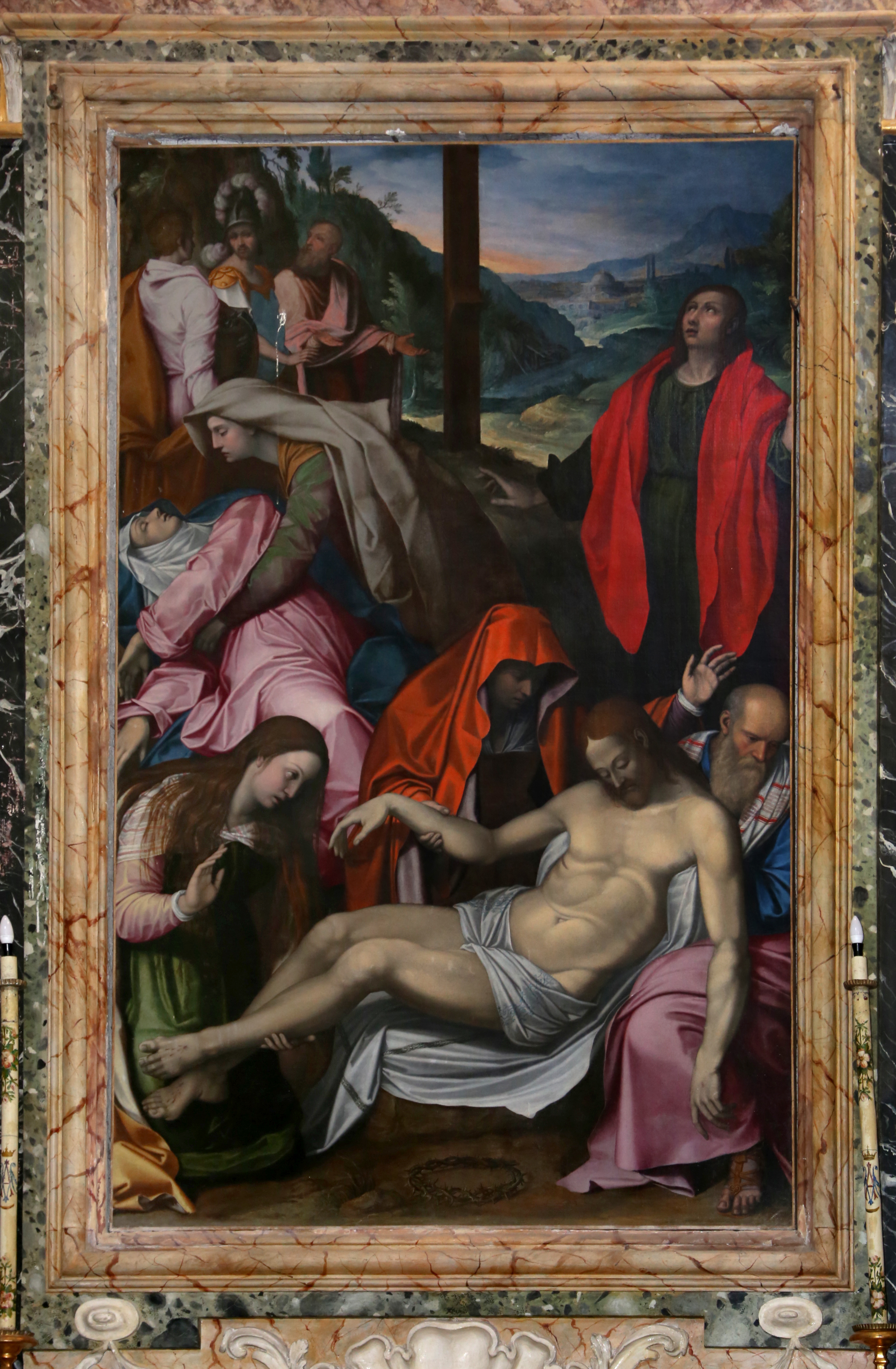
Descendimiento de Cristo (1582), Santissima Trinità (Viterbo)